# 小大君

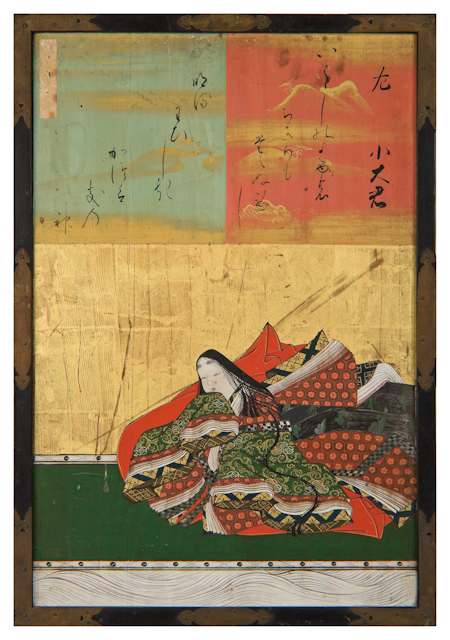
小大君（狩野尚信『三十六歌仙額』）

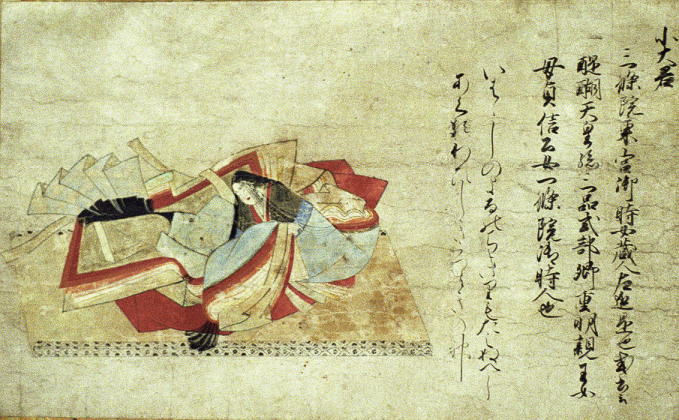
上畳本　歌仙絵

小大君（こおおきみ、天慶3年（940年）から天暦4年（950年） - 寛弘2年（1005年）もしくは寛弘8年（1011年）頃）は、平安時代中期の女流歌人。系譜が伝わらず父母については不明である。三十六歌仙、および女房三十六歌仙の一人。
はじめ円融天皇の中宮藤原媓子に女房として仕え、のち三条天皇（居貞親王）の東宮時代に下級の女房である女蔵人（にょくろうど）として仕え、東宮左近とも称された。藤原朝光と恋愛関係があったほか、平兼盛・藤原実方・藤原公任などとの贈答歌がある。
『拾遺和歌集』（3首）以下の勅撰和歌集に20首が入集し、特に『後拾遺和歌集』では巻頭歌として採られている。家集に『小大君集』がある。散逸家集『麗華集』の断簡「香紙切」や、三十六人集の断簡「御蔵切」の筆者に擬せられているものの、研究の進展でこれらは院政期の筆跡と考えられている。